# Platycaris
Platycaris is een geslacht van kreeftachtigen uit de klasse van de Malacostraca (hogere kreeftachtigen).

## Soort
- Platycaris latirostris Holthuis, 1952